# Dolomedes horishanus
Espèce
Dolomedes horishanus est une espèce d'araignées aranéomorphes de la famille des Dolomedidae.

## Distribution
Cette espèce se rencontre au Japon dans l'archipel Nansei et à Taïwan,.

## Description
La femelle mesure 16 mm.
Les mâles mesurent de 12,7 à 15,0 mm et les femelles de 15,5 à 18,7 mm.

## Systématique et taxinomie
Cette espèce a été décrite par Kishida en 1936.

## Publication originale
- Kishida, 1936 : « A synopsis of the Japanese spiders of the genus Dolomedes. » Acta Arachnologica, vol. 1, p. 114-127.